# Dniprowśki Wowky Dniepropetrowsk
Dniprowśki Wowky Dniepropetrowsk (ukr. Дніпровські Вовки Дніпропетровськ) – ukraiński klub hokejowy z siedzibą w Dniepropietrowsku.

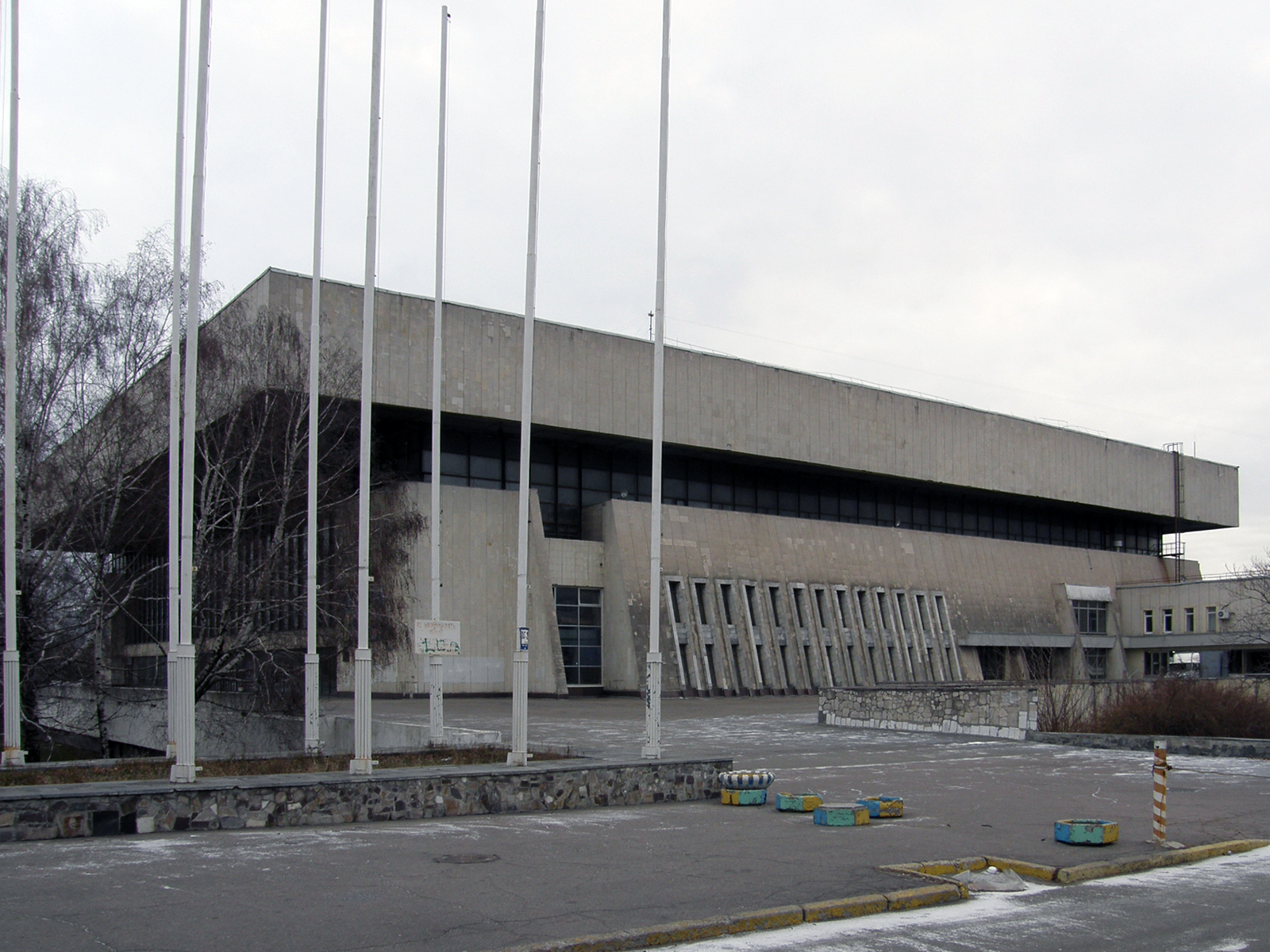
Hala Meteor

## Historia
Drużyna Dniprowśki Wowky Dniepropetrowsk lub Dnieprowskije Wołki Dniepropetrowsk (ros. «Днепровские Волки» Днепропетровск) reprezentuje klub Dnipro-Meteor Dniepropetrowsk (ukr. «Дніпро-Метеор» Дніпропетровськ), który został założony 4 grudnia 2002 jako Meteor Dniepropetrowsk.
Od sezonu 2004/05 występował w ukraińskiej Wyższej Lidze. Po sezonie 2007/08 zaprzestał występów.

## Sukcesy
- Srebrny medal mistrzostw Ukrainy: 2005
- Brązowy medalista mistrzostw Ukrainy: 2006